# Мостище (Чернігівський район)
Мости́ще — село в Україні, у Козелецькій міській громаді Чернігівського району Чернігівської області. Населення становить 539 осіб. До 2020 року орган місцевого самоврядування — Мостиська сільська рада.
З 1929 до 2016 мало назву Петрівське.

## Географічне розташування
Село Мостище розташоване за 90 км від обласного центру та 21  км від адміністративного центру селищної громади, на березі річки Трубіж.

## Історія
Село засноване не пізніше 1636 року і з часу заснування мало назву Мости́ще (Мостова Слобода), у 1929 році перейменоване в Петрівське (на честь радянського партійного діяча — Григорія Петровського). 3 червня 2016 року, на виконання Закону України про декомунізацію село перейменоване на сучасну історичну назву Мостище.
Вперше село, ймовірно, згадується у польській люстрації Остерського староства 1636 року під назвою Мостова Слобода (Mostowa sloboda) Село згадується також у 1663 році, коли в ньому під час російсько-польської війни зупинялась частина польського війська, очолювана Стефаном Чарнецьким.
У переписній книзі Малоросійського приказу (1666) згадується село Мостище. У ньому були 34 двори (35 дорослих чоловіків, 1 був підсусідком). У домогосподарствах загалом налічувалось 27 волів та 8 коней. 11 дворів не мали ні волів, ні коней. На Трубежі була старая мельнишная плотина, якою володів міщанин Якимко Долженко. У книзі перераховано всіх чоловіків поіменно.
1726 року 58 дворів у Мостищі належало генерал-лейтенанту й кавалеру графу Антону Девієру за наказом Петра I.
Станом на 1730 рік налічувалося 627 прихожан місцевої церкви.
За даними Олександра Лазаревського 1753 року Юхим Дараган придбав Мостище разом із селами Семиполки, Рудня, Святе у синів колишнього переяславського коменданта Матвія Андрійовича Хераскова  — Олександра, Петра й Михайла — за 9000 рублів. 1762 року за спадком село перейшло його сину Григорію або дочці Софії. В цей час воно згоріло дотла, окрім двох вітряків, з вини безвідповідальної і безпечної «московської драгунії», що була на постої на Козельщині. Ймовірно, саме ці події лягли в основу частини сюжету російськомовної повісті Тараса Шевченка «Княгиня». Від Софії Хованської село перейшло у спадок її сестрі Катерині Галаган.
Відповідно із Рум'янцевським описом 1766 року в поміщиці А. Ханенко було сінокосу на 240 кіп сіна (з 1 десятини збиралося в середньому 10 кіп сіна).

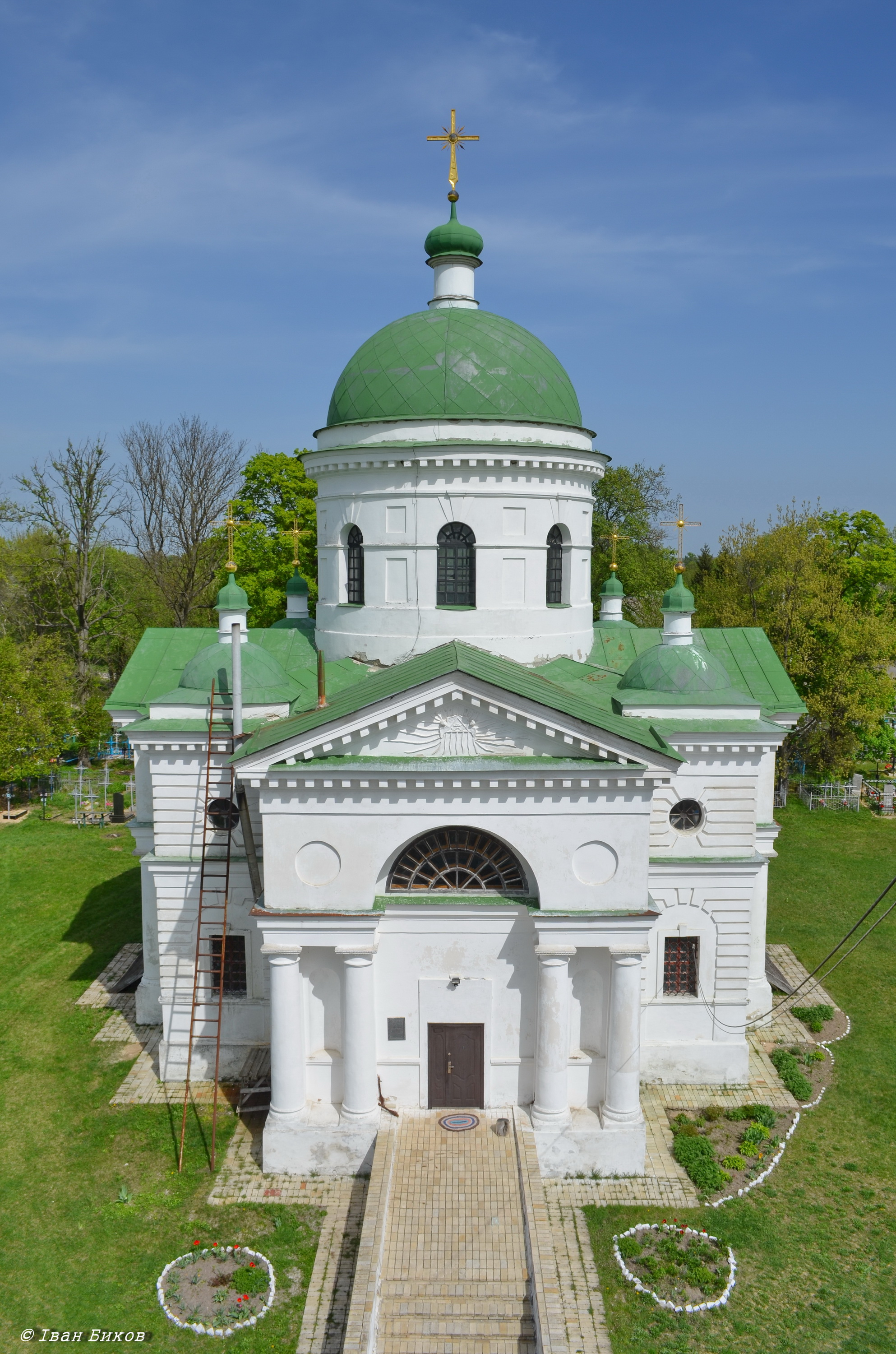
Михайлівська церква в Мостищах

У 1776 році (за іншими даними, у 1782 року) в селі почали будівництво великої церкви на честь Архистратига Михаїла. Завершили церкву аж у 1790 році. За іншими даними, храм побудувала Катерина Юхимівна Галаган у 1822 році Михайлівська церква є зразком зрілого класицизму. Будували її за досить типовим проєктом (дуже схожі на неї церква Вознесіння Господнього у селі Вознесенське (Попівці) та Свято-Миколаївська церква у селі Гостролуччя Броварського району Київської області), але від цього не менш вдалим проєктом. Це хрестоподібна в плані споруда з одним великим куполом у центрі, та чотирма декоративними по кутах. Абсида церкви напівкругла. Храм жодного разу не перебудовувався й зберігся у початкових об'ємах.
Землі села входили до складу Басанської сотні, яка сформувалася влітку 1648 року, як військовий підрозділ Переяславського полку. Юридично сотня закріплена в ньому Зборівським реєстром 16 жовтня 1649 року загальною кількості 80 козаків. Разом з полком сотня була ліквідована у 1782 році, Мостище потрапило до складу Козелецького повіту спочатку Київського намісництва, згодом — Чернігівської губернії.

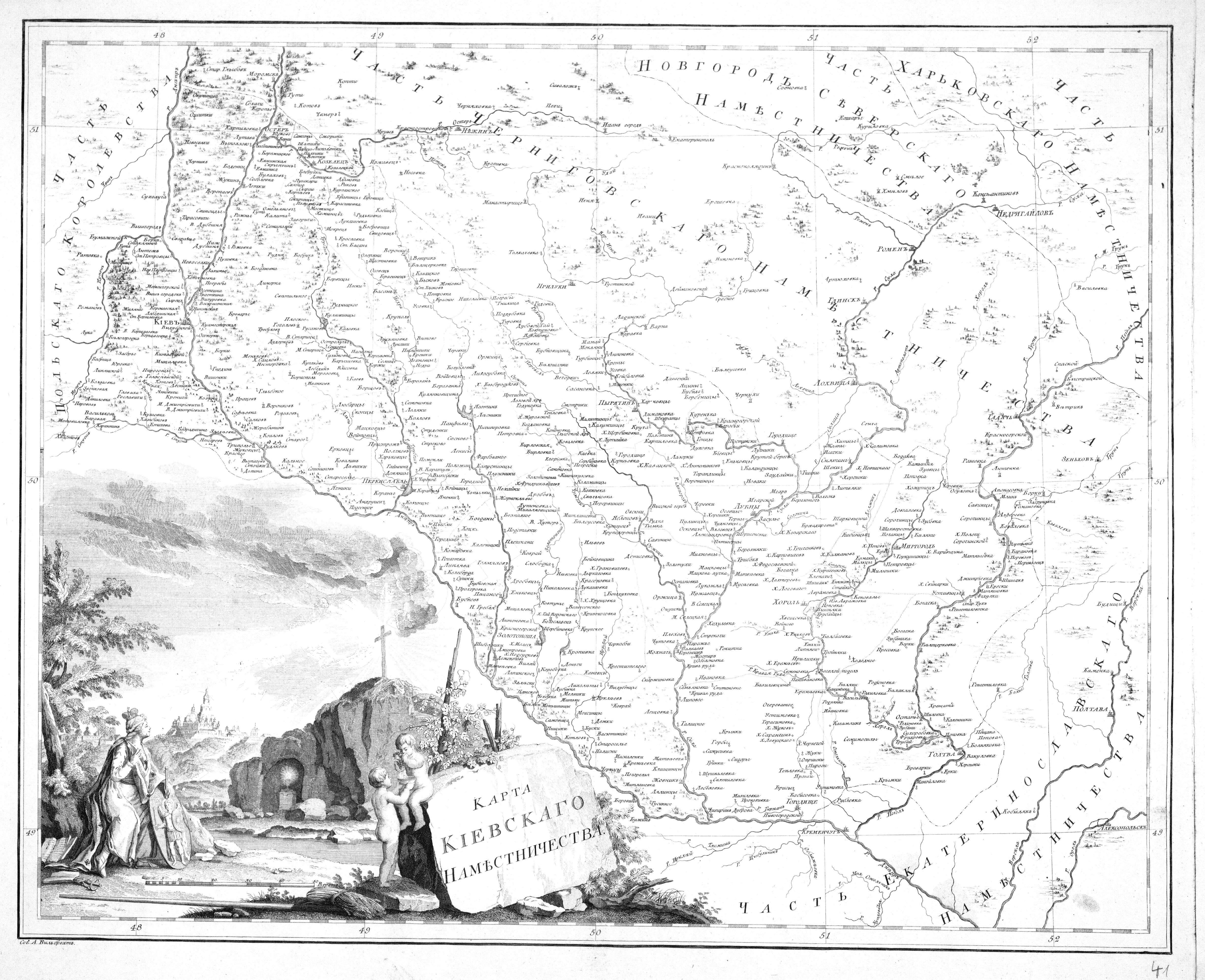
Мапа Київського намісництва 1792 року

У 1846 році в Мостищах перебував Тарас Шевченко. Учитель історії з Марківців Антон Кузьмович Шевченко, що збирав фольклорні матеріали, а раніше вчителював у Мостищенській школі, розповідав:
|  | Від дідів не раз чув, що Шевченко декілька разів переїжджав село Мостище на річці Трубіж (Трубайло за місцевою назвою), що лежить на шляху з Козельця на Марківці, і зупинявся ночувати у місцевого селянина Гриня. В одну з таких зупинок старий Гринь розповів Шевченкові страшну бувальщину, що трапилася в селі Мостищі, вона і лягла в основу його повісті «Княгиня», яка вражає своєю жахливою реальністю. |

У 1852 році Григорій Галаган збудував біля церкви кам'яну дзвіницю.
За даними 1859 року населення села становило 930 осіб та 121 домогосподарство, серед них — 418 чоловіків та 512 жінок. Мостище — село казачье и владѣльческое, розташоване при річці Трубежѣ. У селі діяла православна церква та винокурня. На мапі Шуберта 1859 року видно обриси та деякі цікаві деталі села.
У 1866 році в селі існував станційний пункт на 11 коней. Учителем у церковно-приходській школі (відкрито 1860 року) був священик Антон Нещеретов, якого було відзначено за свої здібності та старанність у викладанні. Окремої платні за викладання вчителю не надавалося. У школі навчалися 22 хлопця та 2 дівчини віком 7-14 років.
У 1876 році в селі, що тоді було центром Мостицької волості, відкрилося народне сільське училище. Декілька років у ньому вчителював майбутній священик Новобасанського храму та громадський діяч отець Матвій Полонський. Про ці роки він пізніше згадував у своїх мемуарах.
За переписом 1897 року в селі мешкала 1531 особа, серед них — 739 чоловіків та 792 жінки. Православними себе назвали 1526 осіб.
У 1900 році в селі вже діяла народна бібліотека-читальня.
У 1899 році Козелецьке земство виділило субсидію 500 рублів на побудову шкільної будівлі,, а у 1905 році — ще 500 рублів на добудову. До 1905 року було відремонтовано церкву та побудовано будинок для причту.
За даними податкових списків 1923 року в Мостищі налічувалось 465 доморгосподарств, в яких мешкало 2016 осіб. Мостище (разом із Марківцями та Сухинею) належало до Козелецького району Ніжинської округи Чернігівської губернії. Відстань до районного центру становила 18 верст ґрунтовою дорогою, до станції Заворичі — 9 верст. У селі були сільська рада, школа, бібліотека та лікбез, телефонного зв'язку не було.

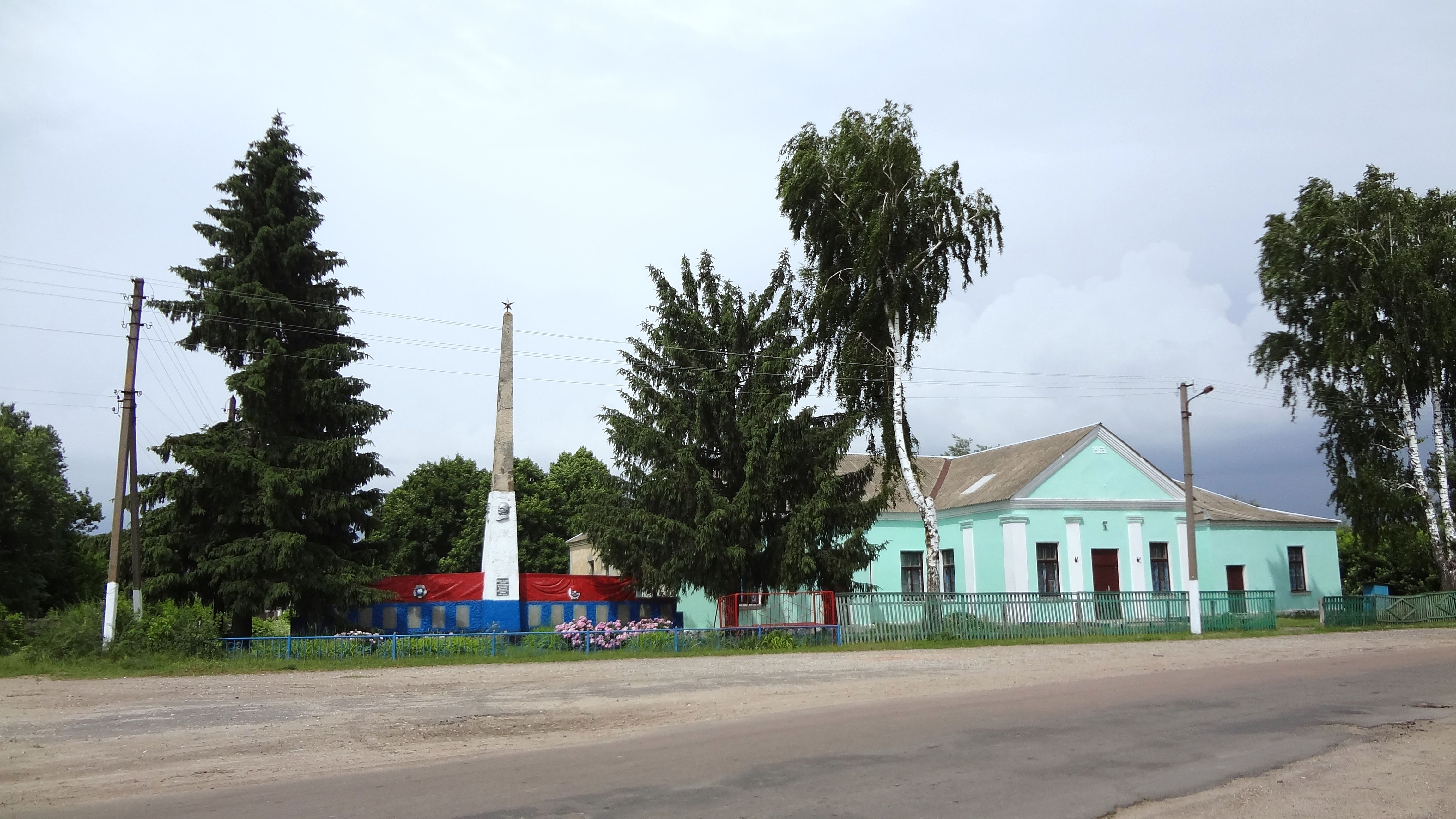
Обеліск біля cільської ради

Під час німецько-радянської війни 340 жителів села воювало на фронтах, 167 із них загинуло. У 1970 році на їх честь односельці встановили обеліск Слави. 1957 року на братській могилі радянських воїнів, що загинули в боях за визволення села від окупантів, встановлено пам'ятник.
У 1972 року населення села складало 1647 осіб. За колгоспом імені Калініна було закріплено 2979 га сільськогосподарських угідь, із них орної землі — 2231 га. Це було велике багатогалузеве господарство: вирощувалися зернові та технічні культури, також були розвинуті м'ясо-молочне тваринництво й садівництво.
12 червня 2020 року, відповідно до розпорядження Кабінету Міністрів України № 730-р «Про визначення адміністративних центрів та затвердження територій територіальних громад Чернігівської області», село увійшло до складу Козелецької селищної громади Козелецького району.
19 липня 2020 року, в результаті адміністративно-територіальної реформи та ліквідації Козелецького району, село увійшло до складу Чернігівського району Чернігівської області.

## Політика

### Парламентські вибори, 2019
На позачергових парламентських виборах 2019 року у селі функціонувала окрема виборча дільниця № 740295, розташована у приміщенні сільської ради.
Результати
- зареєстровано 394 виборці, явка 62,18%, найбільше голосів віддано за «Слугу народу» — 36,93%, за Всеукраїнське об'єднання «Батьківщина» — 33,61%, за Радикальну партію Олега Ляшка — 11,20%[26]. В одномандатному окрузі найбільше голосів отримав Сергій Коровченко (самовисування) — 34,19%, за Бориса Приходька (самовисування) — 28,63%, за Дмитра Пахомова (Слуга народу) — 18,80%[27].

## Населення

### Мова
Розподіл населення за рідною мовою за даними перепису 2001 року:
| Мова       | Кількість | Відсоток |
| ---------- | --------- | -------- |
| українська | 732       | 98.52%   |
| російська  | 10        | 1.35%    |
| білоруська | 1         | 0.13%    |
| Усього     | 743       | 100%     |

## Цікаві місця
У лісі на південь від села росте старовинний дуб («Маврійський»), під яким у 1846 році за народними переказами зупинявся й писав вірші Тарас Шевченко. Щоб його охопити, потрібно 5 чоловік.

## Особистості
Уродженці села:
- Корнієнко Олексій Зосимович (1919—2003) — драматург, перекладач, театральний критик, автор книг «П'єси», «Щоб нам жито родило».
- Сеннікова Раїса Денисівна (нар. 1922) — український театрознавець.

## Галерея

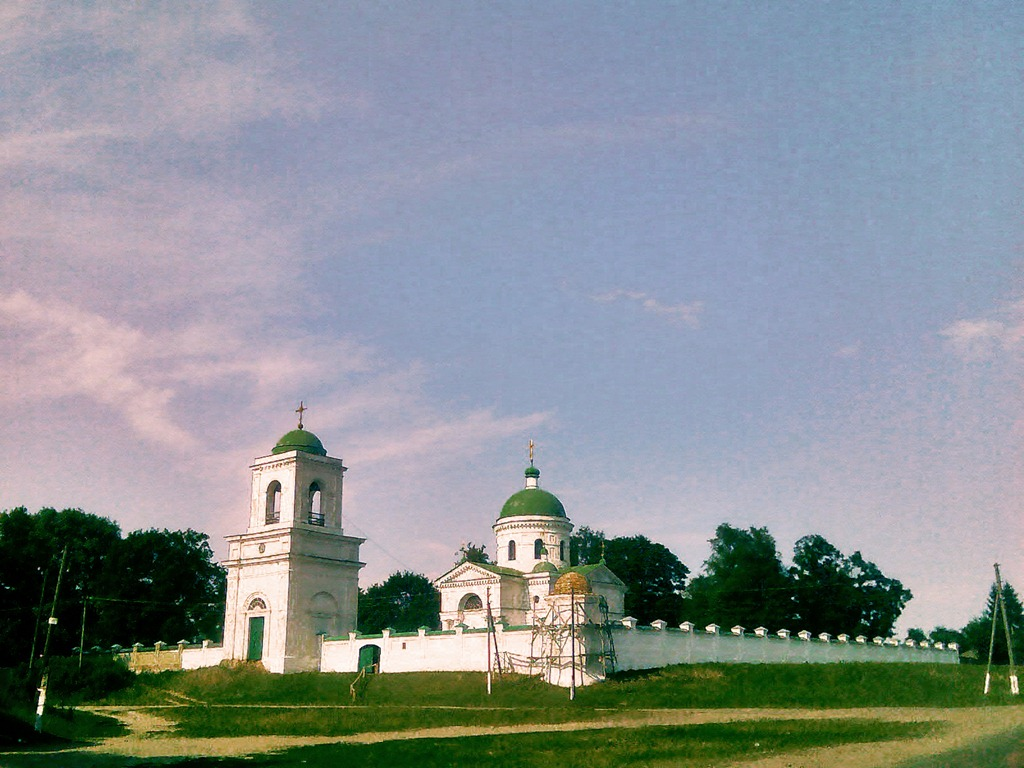
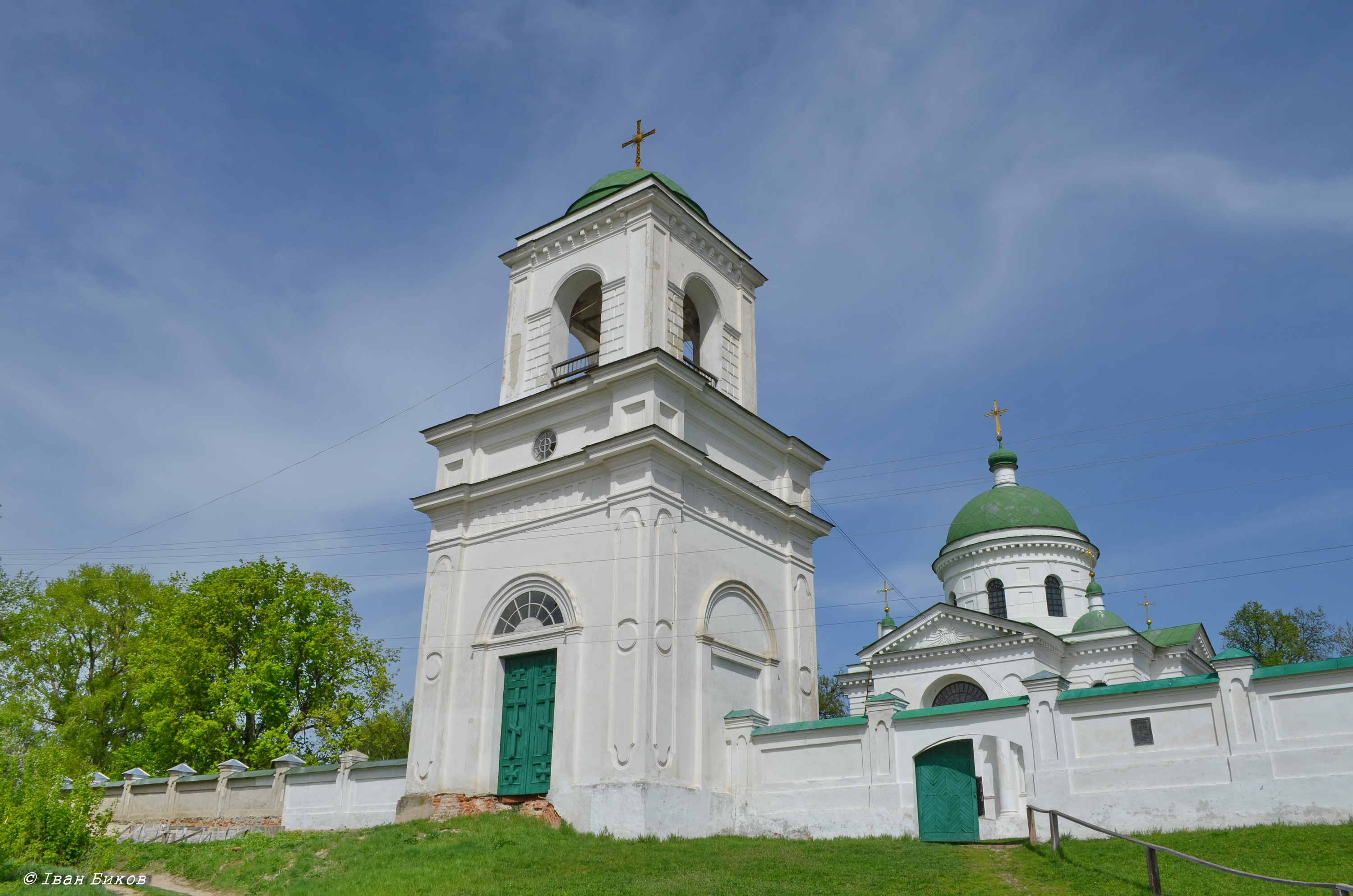
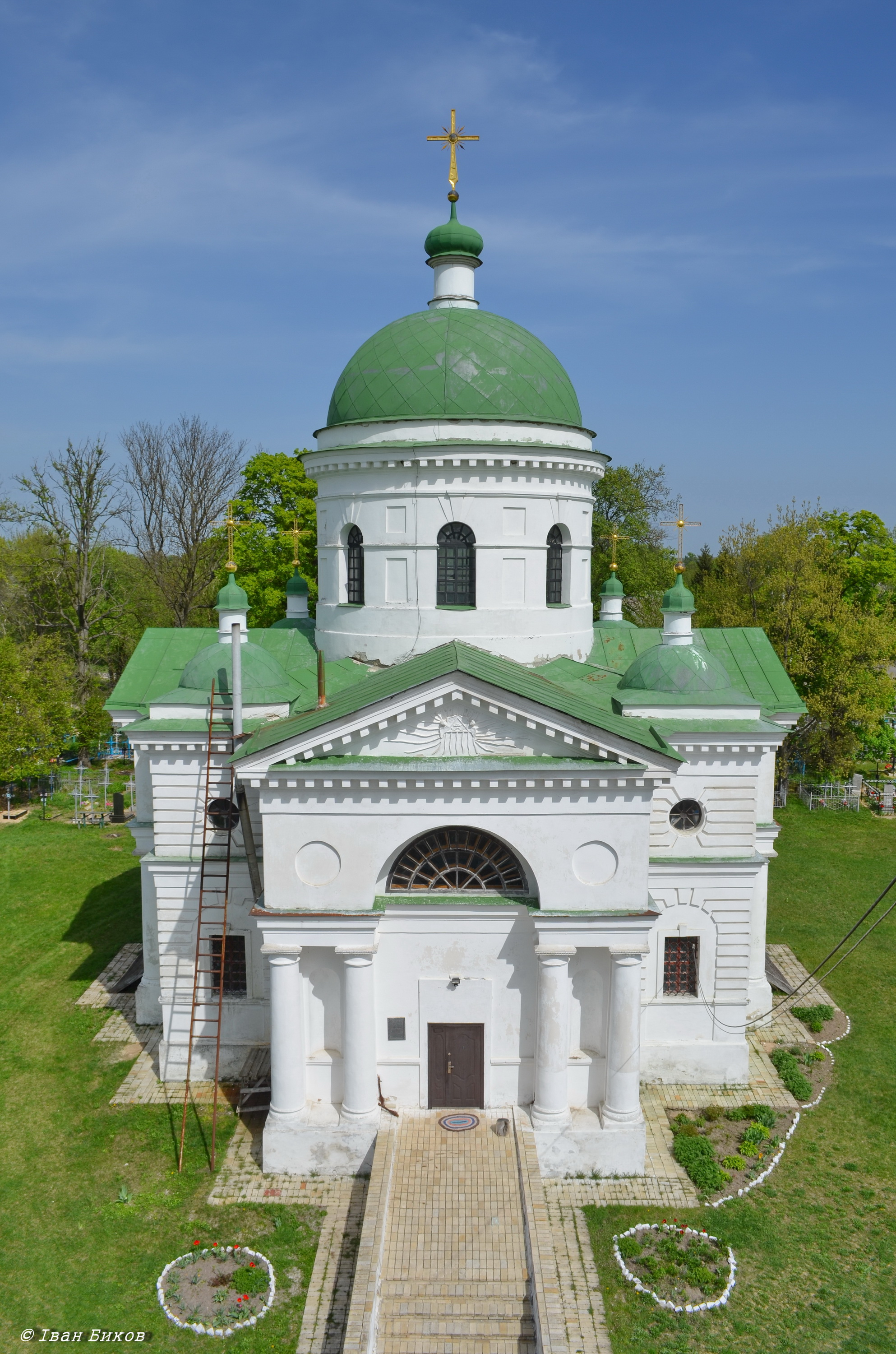
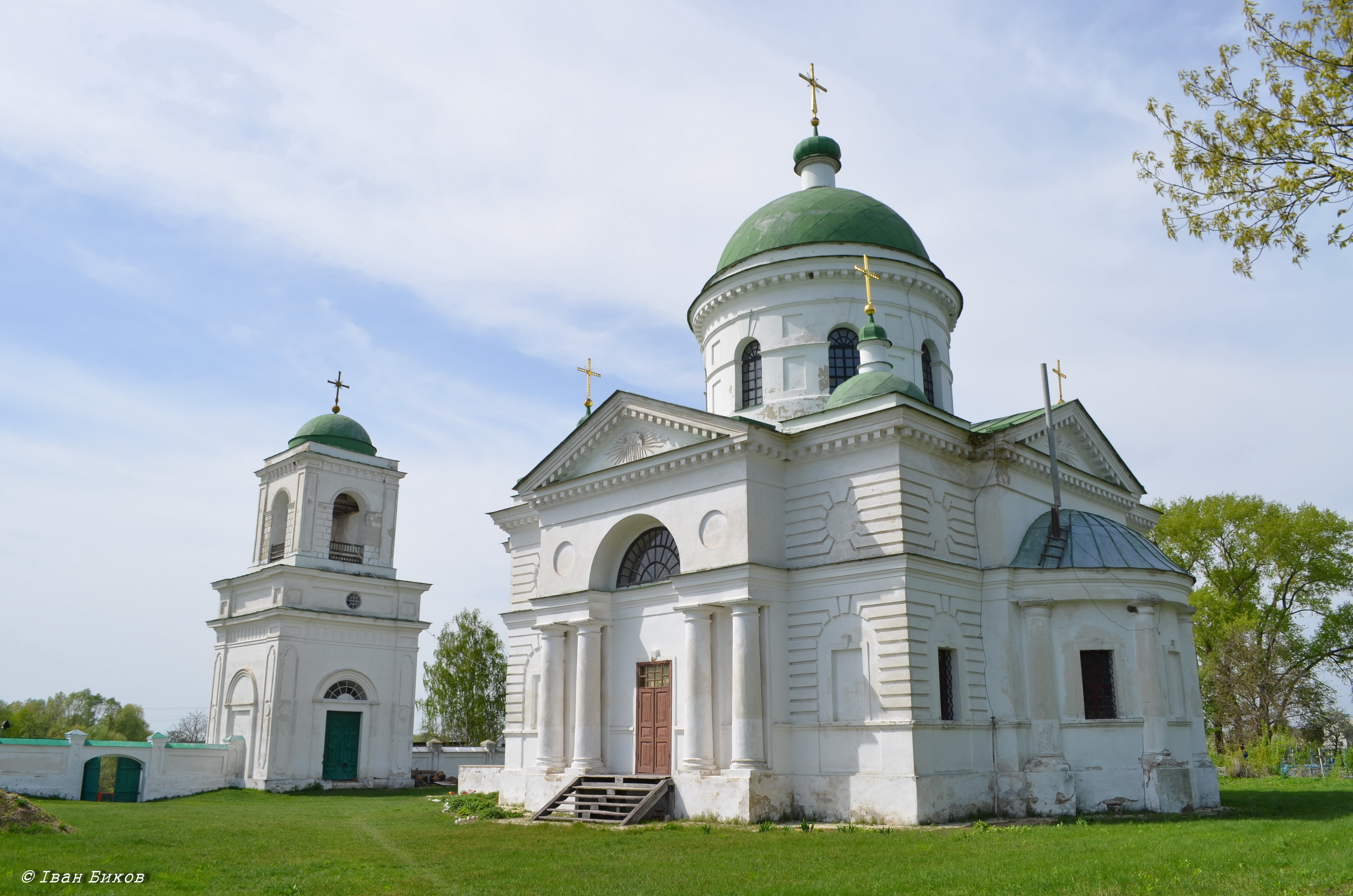
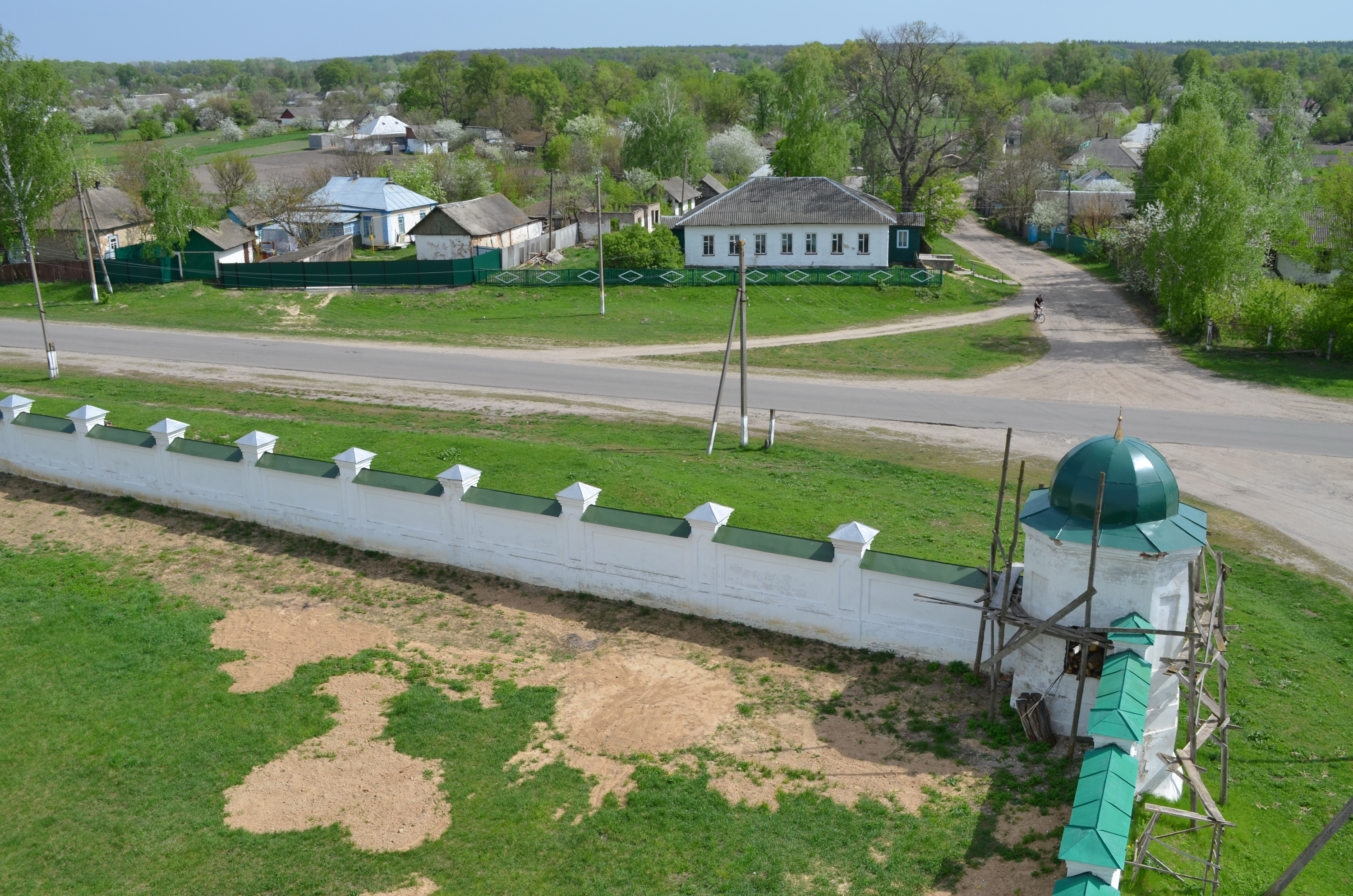
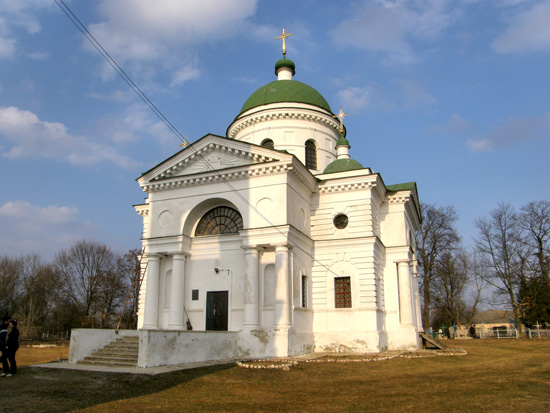
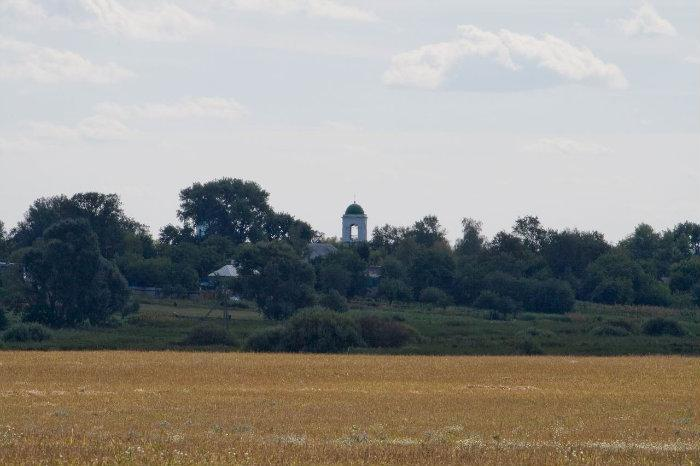
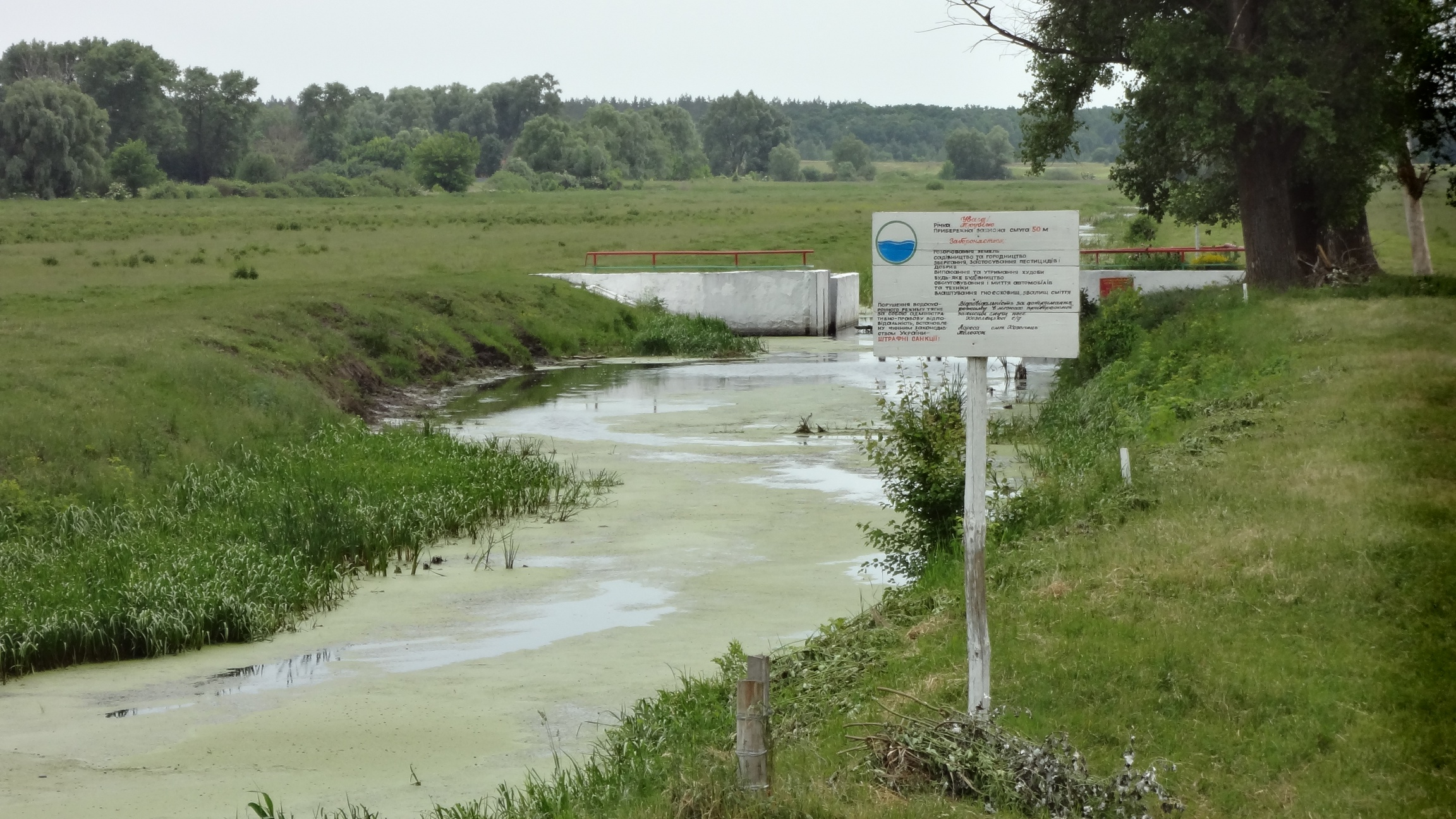